# Crónica (noticiero cordobés)
Crónica (antes conocido como Crónica 10) fue un noticiero argentino emitido por el Canal 10 de Córdoba, estación perteneciente a los Servicios de Radio y Televisión de la Universidad Nacional de Córdoba.
A través de sus 4 ediciones diarias, brindaba toda la información de la provincia de Córdoba, además de Argentina y el mundo.
Debido a la reestructuración del Multimedio SRT, el noticiero finalizó sus emisiones el 4 de abril de 2025, fue reemplazado por Ahora Noticias a la semana siguiente. 

## Ediciones
| Nombre            | Horario                                 | Presentadores                                               |
| ----------------- | --------------------------------------- | ----------------------------------------------------------- |
| Crónica Matinal   | Lunes a viernes 07:00 a 09:00 (UTC -3)  | Silvina Brochero-Andrés Oliva-Anna Ceballos                 |
| Crónica Mediodía  | Lunes a viernes 12:00 a 13:30 (UTC -3)  | Eduardo Galfré-Marcela Palermo-Hernán Ronco-Guadalupe Zamar |
| Crónica Central   | Lunes a viernes 19:00 a 21:00 (UTC -3)  | Ximena Salkind-Anna Ceballos-Daniel Díaz-Bernardo Monis     |
| Crónica al cierre | Martes a sábados 00:00 a 00:30 (UTC -3) | Desireé Díaz                                                |

## Nombres de noticieros anteriores
- 1968-1980: Crónica 10
- 1980-1994: Videoprensa (Edición central)
- 1995-2010: Crónica 10
  - 1995-2010:
    - Crónica 10, Primera edición (Al mediodía)
    - Crónica 10, Segunda edición (A la noche)

  - 1995-1999:
    - Crónica 10, Última edición (A la medianoche)

  - 2007-2010:
    - Crónica 10 Matinal (Edición de mañana)
    - Crónica 10 Medianoche

  - 2009-2010:
    - Crónica 10, 90 segundos
- 2010-presente: Crónica
  - Crónica Matinal (Edición de mañana)
  - Crónica Mediodía
  - 2010-2012:
    - Crónica Córdoba
    - Crónica Internacional

  - 2010-2016:
    - Crónica Plus (Edición central)

  - 2010-2018:
    - Crónica Medianoche

  - 2016-2025
    - Crónica Central

  - 2018-2025:
    - Crónica al cierre (Edición de medianoche)